# Sinn Féin
Sinn Féin (în traducere Noi înșine) este o mișcare politică irlandeză, actualmente fiind un partid politic dedicat noțiunii de republicanism irlandez și democrație socialistă ce se opune divizării Irlandei. 
Este deseori considerat ca fiind aripa politică a IRA, fiind considerat un partid naționalist cu vederi de stânga. Este prezent atât în Republica Irlanda, cât și în Irlanda de Nord. Parlamentarii aleși în Irlanda de Nord pentru Parlamentul Regatului Unit practică absenteismul voluntar ca formă de protest față de statutul politic al regiunii. Pe plan european, partidul este afiliat Grupului Confederal al Stângii Unite Europene/Stânga Verde Nordică. Actualmente partidul are un singur reprezentant în Parlamentul European, pe Chris MacManus.